# Анвек
Анве́к (фр. Hanvec) — муниципалитет во Франции, в регионе Бретань, департамент Финистер, кантон Пон-де-Бюи-ле-Кемерш. Население — 2036 человек (2019).
Муниципалитет расположен в 490 км к западу от Парижа, 185 км к западу от Ренна, 38 км к северу от Кемпера.

## Экономика
В 2007 году среди 1157 человек в трудоспособном возрасте (15-64 лет) 869 были активны, 288 — неактивные (показатель активности 75,1 %, в 1999 году было 68,1 %). Из 869 активных работало 798 человек (453 мужчины и 345 женщин), безработных было 71 (25 мужчин и 46 женщин). Среди 288 неактивных 103 человека были учениками или студентами, 97 — пенсионерами, 88 были неактивными по другим причинам.
В 2008 году в муниципалитете числилось 806 налогооблагаемых домохозяйств в которых проживало 2011 человек, медиана доходов выносила 18 401 евро на одного потребителя.